# Mamreträsket
Mamreträsket är en sjö i Finland. Den ligger i kommunen Malax i landskapet Österbotten, i den sydvästra delen av landet, 300 km nordväst om huvudstaden Helsingfors. Mamreträsket ligger 25 meter över havet. Arean är 39,1 hektar och strandlinjen är 4,77 kilometer lång. Sjön  ingår i Bottenhavets kustområde.   I omgivningarna runt Mamreträsket växer i huvudsak blandskog.